# En avant la Vaillante de Vrigne-aux-Bois
La section basket-ball d'En avant la Vaillante de Vrigne-aux-Bois, en abrégé EAVV basket, est un club de basket-ball français situé à Vrigne-aux-Bois.

## Historique
En 1992-1993, en Nationale 2, Vrigne finit 3e (dix-huit victoires et huit défaites) et monte en Pro B. Pour sa première saison en Pro B, le club termine à la 11e place avec quinze victoires pour dix-neuf défaites. L'année suivante, Vrigne effectue les dix premiers matchs de la saison 1994-1995, avant de connaître une liquidation judiciaire le 7 novembre 1994, avec un bilan de quatre victoires pour six défaites.

## Joueurs et personnages marquants
- Murray Brown
- Vic Alexander
- Billy Reid
- Alex Sylva
- Ulrick Theaud
- Mark Atkinson
- Jean-Denys Choulet (entraineur)

## Sources, bibliographie
- Maxi-Basket